# Sant Aliri de las Montanhas
Saint-Alyre-ès-Montagne és un municipi francès situat al departament del Puèi Domat i a la regió d'Alvèrnia-Roine-Alps. L'any 2007 tenia 165 habitants.

## Demografia

### Població
El 2007 la població de fet de Saint-Alyre-ès-Montagne era de 165 persones. Hi havia 72 famílies de les quals 32 eren unipersonals (24 homes vivint sols i 8 dones vivint soles), 20 parelles sense fills i 20 parelles amb fills.
La població ha evolucionat segons el següent gràfic:
Habitants censats

### Habitatges
El 2007 hi havia 142 habitatges, 75 eren l'habitatge principal de la família, 60 eren segones residències i 7 estaven desocupats. 139 eren cases i 2 eren apartaments. Dels 75 habitatges principals, 62 estaven ocupats pels seus propietaris, 7 estaven llogats i ocupats pels llogaters i 6 estaven cedits a títol gratuït; 1 tenia una cambra, 11 en tenien dues, 8 en tenien tres, 9 en tenien quatre i 46 en tenien cinc o més. 46 habitatges disposaven pel capbaix d'una plaça de pàrquing. A 31 habitatges hi havia un automòbil i a 31 n'hi havia dos o més.

### Piràmide de població
La piràmide de població per edats i sexe el 2009 era:
| Homes | Edats   | Dones |
| ----- | ------- | ----- |
| 0     | 95 o +  | 0     |
| 0     | 90 a 94 | 0     |
| 0     | 85 a 89 | 0     |
| 4     | 80 a 84 | 0     |
| 8     | 75 a 79 | 12    |
| 8     | 70 a 74 | 8     |
| 4     | 65 a 69 | 0     |
| 8     | 60 a 64 | 12    |
| 8     | 55 a 59 | 0     |
| 0     | 50 a 54 | 0     |
| 8     | 45 a 49 | 4     |
| 8     | 40 a 44 | 4     |
| 12    | 35 a 39 | 4     |
| 0     | 30 a 34 | 4     |
| 8     | 25 a 29 | 4     |
| 4     | 20 a 24 | 0     |
| 4     | 15 a 19 | 4     |
| 4     | 10 a 14 | 12    |
| 4     | 5 a 9   | 4     |
| 0     | 0 a 4   | 12    |

## Economia
El 2007 la població en edat de treballar era de 94 persones, 72 eren actives i 22 eren inactives. De les 72 persones actives 56 estaven ocupades (37 homes i 19 dones) i 16 estaven aturades (8 homes i 8 dones). De les 22 persones inactives 6 estaven jubilades, 7 estaven estudiant i 9 estaven classificades com a «altres inactius».

### Ingressos
El 2009 a Saint-Alyre-ès-Montagne hi havia 74 unitats fiscals que integraven 162 persones, la mediana anual d'ingressos fiscals per persona era de 10.639 €.

### Activitats econòmiques
Dels 8 establiments que hi havia el 2007, 1 era d'una empresa extractiva, 1 d'una empresa alimentària, 2 d'empreses de construcció, 2 d'empreses d'hostatgeria i restauració, 1 d'una empresa immobiliària i 1 d'una entitat de l'administració pública.
Dels 3 establiments de servei als particulars que hi havia el 2009, 1 era una fusteria i 2 restaurants.
L'any 2000 a Saint-Alyre-ès-Montagne hi havia 31 explotacions agrícoles que ocupaven un total de 2.574 hectàrees.

## Poblacions més properes
El següent diagrama mostra les poblacions més properes.